# 감영

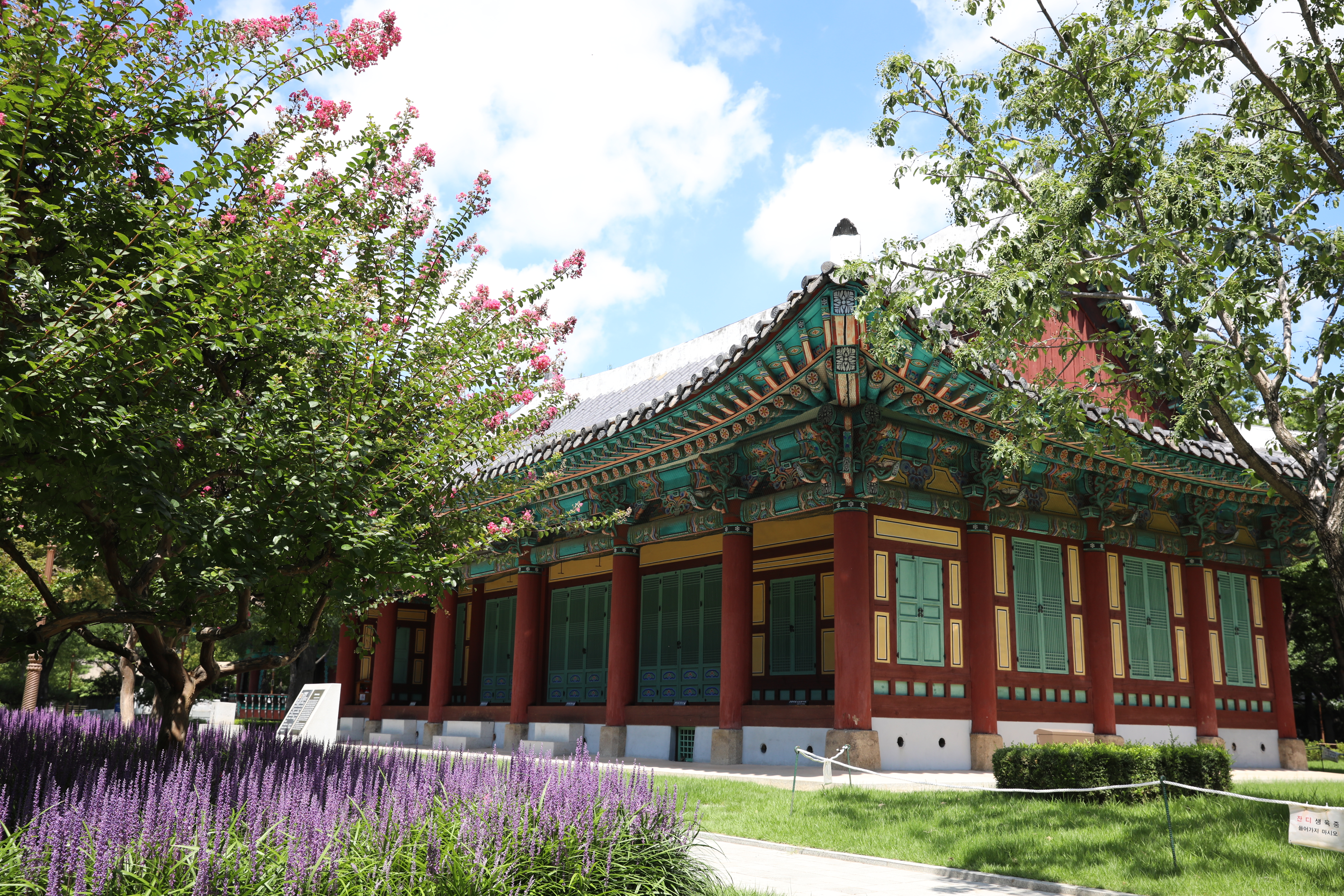
경상감영 선화당

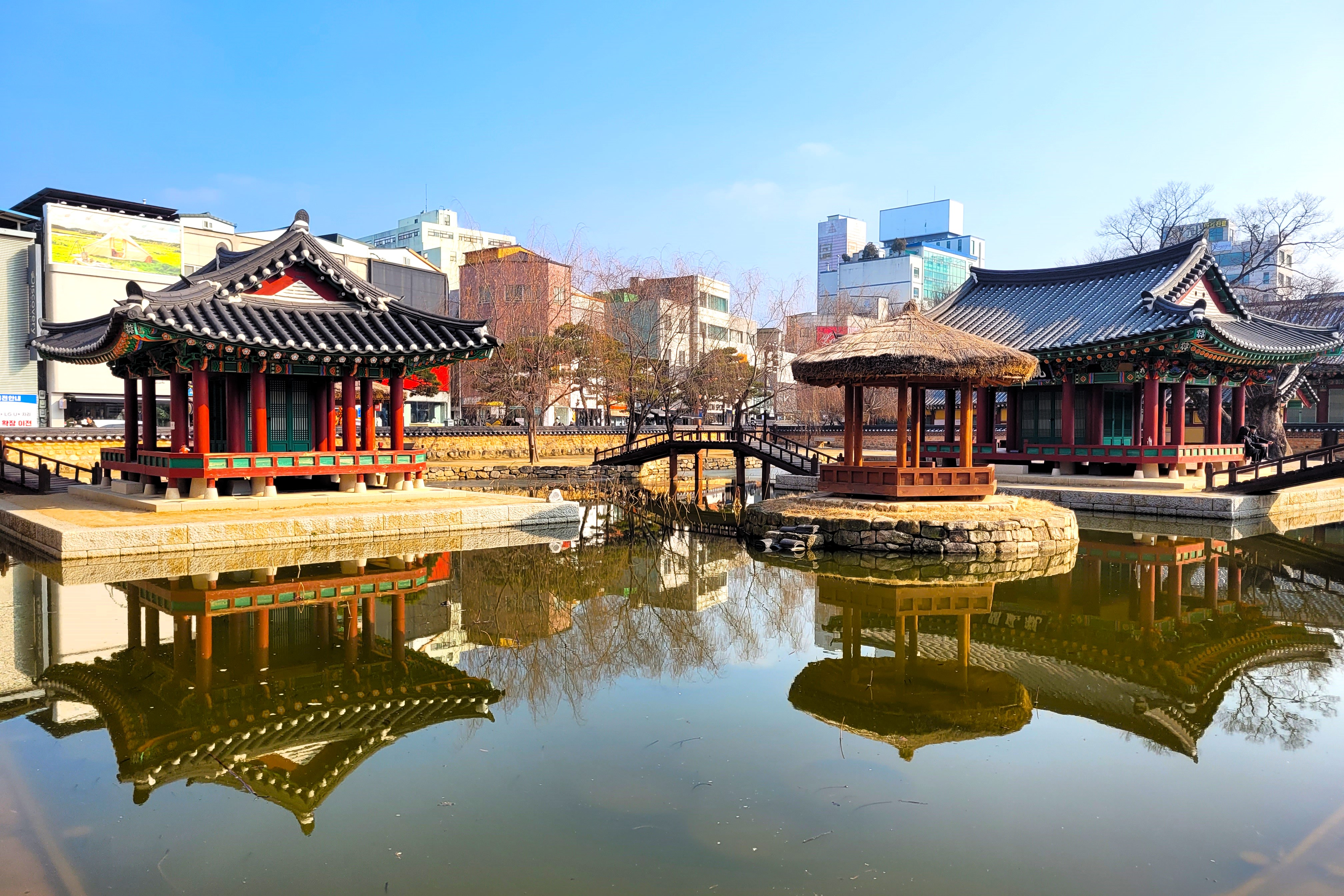
강원감영 후원

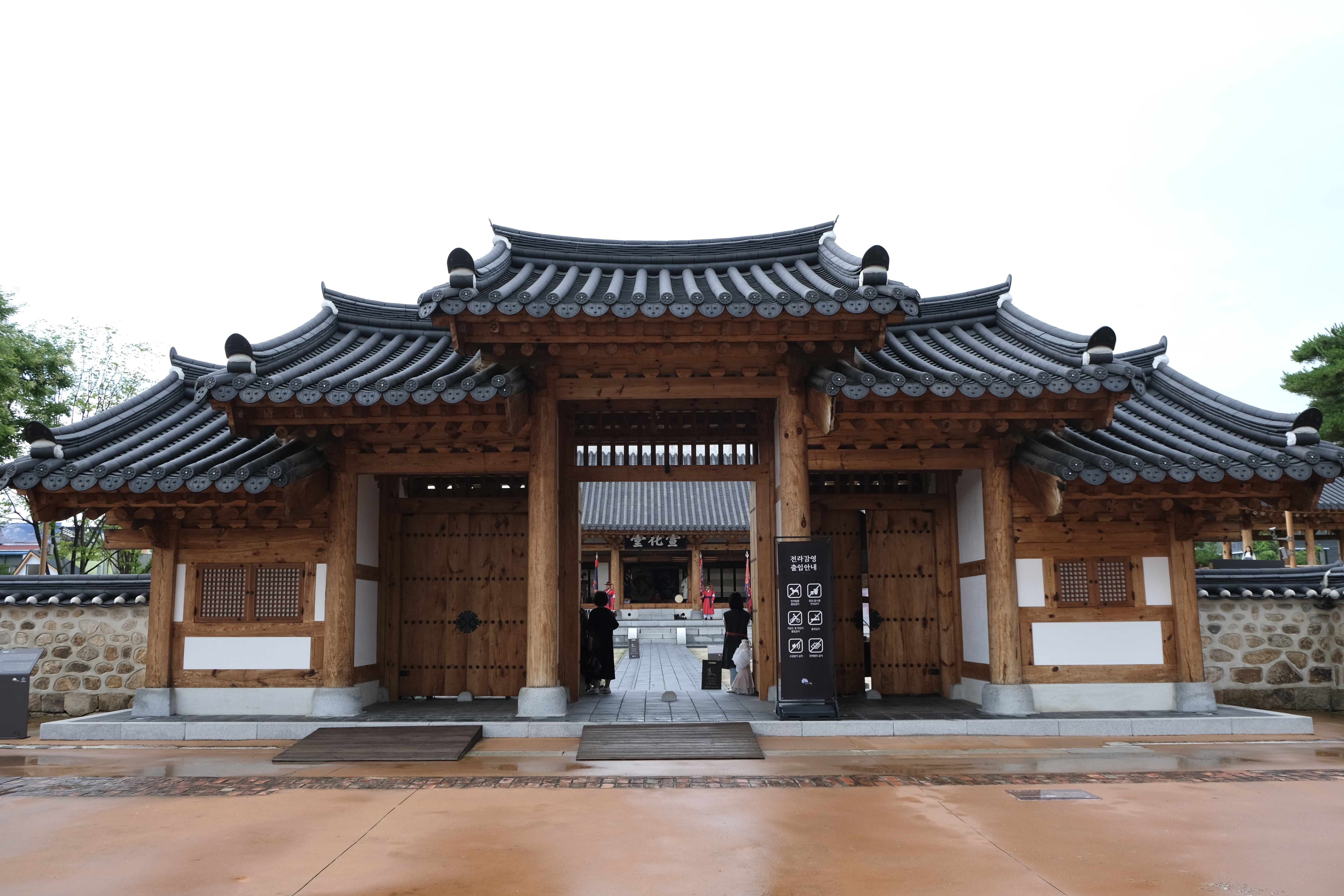
전라감영 정문

감영(監營)은 조선시대 때 각 지역의 관찰사(觀察使)가 업무를 보던 관청이다. 조선에 감영은 모두 8곳이 있었으며, 17세기 초에 이르러 감영 장소가 고정되었다. 오늘날의 도청에 해당한다.

## 명칭 변경
- 감영(監營): 조선시대 각 도의 수부(首府, 최고 행정관청)
- 관찰부(觀察府): 1895년 시행된 23부제 시행에 따른 각 부의 최고 행정관청 (기존 감영을 대체)[2]
- 관찰도(觀察道): 1906년에 기존 관찰부 명칭을 관찰도로 개칭 (관찰부 명칭도 관례적으로 계속 사용됨)
- 도청(道廳): 일제강점기 중이었던 1910년 10월 1일 이후 각 도의 최고 행정관청[3]

## 8도 감영의 위치 및 건물 현황
- 경기도 감영 - 한성, 즉 한양도성 서문인 돈의문 밖에 위치. 일제강점기 때 철거됨.
- 강원도 감영 - 원주. 선화당 등 일부 건물 현존.
- 충청도 감영 - 충주, 1602년(선조 35년) 공주로 이전. 공주에 선화당 등 일부 건물 현존.
- 전라도 감영 - 전주, 한국전쟁 때 소실되었으나, 이후 복원됨.
- 경상도 감영 - 상주, 1601년(선조 34년) 대구로 이전. 대구에 선화당 등 일부 건물 현존.
- 황해도 감영 - 해주. 일제강점기 때 철거됨.
- 평안도 감영 - 평양. 한국전쟁 시기 소실됨.
- 함경도 감영 - 함흥. 일시적으로 영흥으로 이전된 시기가 있음. 함흥에 선화당 등 일부 건물 현존.

## 구조
감영의 최고 통치자인 관찰사는 임기 2년으로 해당 읍의 수령을 겸직한다. 감영 관아의 일반적인 배치구조는 관찰사의 영역이 중심을 차지하고 부속 관원들의 실무처와 비관원 실무 행정관료들의 영역으로 구별된다. 감영 입구인 포정문에서 관찰사가 서무를 집행하는 선화당까지는 중문(重門) 또는 삼문(三門)으로 건물 구조가 구성되어 권위를 상징하며, 감영 전체 배치구성의 중심축을 담당한다.

## 재정
감영의 재정은 관둔전(官屯田) 20결과 늠전(廩田) 80결, 공수전(公須田) 15결로 충당한다. 감영에 소속된 노비는 450명이고, 수공업 제품을 생산하는 장인은 지역에 따라 차등을 두어 배속하였다. 서울에 있었던 경기 감영에는 1명, 충청도 19명, 경상도 39명, 전라도 19명, 강원도 22명, 황해도 19명, 평안도 11명, 영안도(함경도) 6명이다.

## 관찰사
조선왕조 당시 국왕이 직접 임명한 감영의 수장으로 오늘날의 도지사이다. 호칭은 영감(令監), 감사(監司) 도백(道伯), 방백(方伯), 도수(道首) 등으로 불렸다. 관찰사는 국왕의 임명하에 각 도의 행정사무와 병무, 법무, 농무, 교무 등을 책임졌으며 각 도에 속한 지방관아 수령들에 대한 감찰과 명령을 내리는 권한도 갖고있다.

## 같이 보기
- 선화당
- 포정문